# Devikot
Devikot o Devikota són unes ruïnes de Bangladesh, situades al districte de Dinajpur, a 25° 11′ N, 89° 00′ E / 25.183°N,89.000°E a la riba esquerra del Purnabhaba, de gran interès arqueològic. Hi ha una fortalesa coneguda com a Ban Raja, i nombrosos restes hindús de pilars i escultures. La fortalesa era quadrada de 450 x 550 metres i rodejada d'una muralla alta amb rasa en algunes parts (sud i est, però eliminada pel riu a la resta). Hi ha també dues grans cisternes conegudes com a Dhal (Blanca) i Kaln (Negra) Dighi; a la vora de les cisternes alguns temples hinduistes. Devikot fou capital del nord dels governadors musulmans de Bengala (regió); a aquesta ciutat va morir Muhammad-i-Bakhtyar Khilji el 1206 després d'una expedició al Tibet. Hi ha igualment una capella o mesquita del santó Ata al-Din o Ata Ullah, suposat guia espiritual de Muhammad-i-Bakhtyar Khilji, que segons una inscripció data del 1203. Al final del segle xv era una posició militar important sota Ala al-Din Husain.